# 波爾·波爾
波爾·波爾（英語：Bol Bol，1999年11月16日—），蘇丹喀土木人，美國職業籃球運動員，現效力於NBA聯盟鳳凰城太陽，場上位置為大前鋒。他是前NBA球員馬努特·波爾的兒子。

## 生平

### 早年生活
波爾是家中長子。在1998年，正值第二次蘇丹內戰美军巡航导弹击中苏丹境内目標之後，其父親馬努特·波爾被指控為美國間諜。2001年，他們舉家抵達埃及開羅，並因為簽證問題在那裡滯留了數個月。波爾兩歲之時，他們終於獲得政治庇護，定居美國康乃狄克州。
2012年，当时还是7年级生的波尔·波尔在印第安纳波利斯举行的Cross Roads精英训练营中的出色表现，细长的身形还有稳健的三分外围投射能力，让人在当时就留下了深刻印象。
2015年，年满15岁的波尔已经长到了211cm，但体重却只有100斤。即便如此，他依旧位列ESPN2018级大学可招募球员的第19位，并且获得了5星的评价（最高）。

### 大学时期
波尔·波尔就讀于俄勒冈大学，2018-19赛季在NCAA作为俄勒冈大学球员出场9次，场均出战29.8分钟，能够贡献21.0分9.6篮板1.0助攻0.8抢断2.7盖帽。赛季中期，因伤赛季报销。

### NBA时期
2019年NBA选秀大会上，波尔·波尔于次轮总第44顺位被迈阿密热火队选中并交易至丹佛掘金队。波尔·波尔在2020年8月1日的比赛中完成了自己的NBA首秀，在不到11分钟的出场时间里得到5分和4个篮板。